# 佐々門信芳
佐々門 信芳（ささかど のぶよし、1947年1月7日 - ）は、日本の男性アニメーター、キャラクターデザイナー。石川県出身。
虫プロダクション出身。倒産後は同社のOBが設立したサンライズを主な活動拠点とし、1980年代後半以降は東映アニメーション作品にも関わるようになった。
特徴としては作画監督を手掛けたほとんどの作品で、一話分の原画を一人で描くことが挙げられる。近年は原画マンとしての参加が多い。
サンライズで仕事をする際は、演出まで関われるという理由で、月1本のペースで原画を受け持っていた。

## 主な参加作品
- 千夜一夜物語（1969年）原画
- あしたのジョー（1970年 - 1971年）原画
- 国松さまのお通りだい（1971年 - 1972年）作画監督
- ジャングル黒べえ（1973年）原画
- ゼロテスター地球を守れ!（1974年）作画監督、原画
- 勇者ライディーン（1975年 - 1976年）作画監督、原画、OP原画
- 超電磁ロボ コン・バトラーV（1976年 - 1977年）作画監督・原画
- 超電磁マシーン ボルテスV（1977年 - 1978年）キャラクターデザイン（金山明博と共同/主にボルテスチーム側）、原画
- 無敵超人ザンボット3（1977年 - 1978年）原画（最終話）
- 闘将ダイモス（1978年 - 1979年）作画監督、原画
- 無敵鋼人ダイターン3（1978年 - 1979年）作画監督、原画
- 未来ロボ ダルタニアス（1979年 - 1980年）作画監督、原画
- 無敵ロボ トライダーG7（1980年 - 1981年）キャラクターデザイン・作画監督、原画
- 最強ロボダイオージャ（1981年 - 1982年）キャラクターデザイン・作画監督、原画
- 戦闘メカ ザブングル（1982年 - 1983年）作画監督、原画
- 聖戦士ダンバイン（1983年 - 1984年）作画監督、原画
- 銀河漂流バイファム（1983年 - 1984年）作画監督、原画
- 超力ロボ ガラット（1984年 - 1985年）作画監督、原画
- コンポラキッド（1985年）作画監督、原画
- トランスフォーマー ザ・ムービー（1986年）原画
- 聖闘士星矢（1986年 - 1989年）作画監督、原画
- G.I.ジョー ザ・ムービー（1987年）※日本でのビデオ発売は1990年）原画
- 悪魔くん（1989年 - 1990年）作画監督、原画
- 勇者シリーズ（エクスカイザー-ガオガイガー）（1990年 - 1997年）作画監督・原画
- 銀河漂流バイファム13（1998年）作画監督、原画
- 神風怪盗ジャンヌ（1999年）作画監督、原画
- マシュランボー（2000年）作画監督、原画
- キン肉マンII世（2002年）作画監督、原画
- 出撃!マシンロボレスキュー（2003年）作画監督、原画
- ふたりはプリキュア（2004年）原画
- 冒険王ビィト（2004年 - 2005年）作画監督、原画
- 冒険王ビィト エクセリオン（2005年 - 2006年）作画監督、原画
- キン肉マンII世 ULTIMATE MUSCLE2（2006年）原画
- 神様家族（2006年）作画監督、原画
- 出ましたっ!パワパフガールズZ（2006年）作画監督・原画
- モノノ怪（2007年）原画
- 映画 Yes!プリキュア5 鏡の国のミラクル大冒険!（2007年）原画
- 怪談レストラン（2009年）原画
- デジモンクロスウォーズ（2010年 - 2011年）原画
- スイートプリキュア♪（2011年）原画
- デジモンクロスウォーズ 悪のデスジェネラルと七つの王国（2011年）原画
- デジモンクロスウォーズ 時を駆ける少年ハンターたち（2011年 - 2012年）原画
- 聖闘士星矢Ω（2012年 - 2014年）原画
- 暴れん坊力士!!松太郎（2014年）原画
- 美少女戦士セーラームーンCrystal（2014年）原画
- ワールドトリガー（2015年）原画
- 金田一少年の事件簿R（2015年）原画
- ドラゴンボール超（2016年）原画
- ゲゲゲの鬼太郎（第6期、2018年）原画
- おしりたんてい（2021年）原画